# Muza (skladba)
»Muza« je skladba in prvi single dua BQL iz leta 2016. Glasbo je napisal Raay, besedilo pa Tina Piš. 
Izšel je pri založbi Nika Records na njunem uradnem kanalu YouTube. Skladba se je uvrstila na prvo mesto uradne slovenske tedenske glasbene single lestvice SloTop50.

## Zasedba

### Produkcija
- Raay – glasba, producent
- Tina Piš – besedilo

### Studijska izvedba
- Anej Piletič – vokal, kitara
- Rok Piletič – vokal

## Lestvice
| Lestvica (2016)      | Najvišje mesto |
| -------------------- | -------------- |
| Slovenija (SloTop50) | 1              |
|                      |                |
| Lestvica (2017)      | Najvišje mesto |
| Slovenija (SloTop50) | 20             |

| Lestvica (2016)      | Najvišja uvrstitev |
| -------------------- | ------------------ |
| Slovenija (SloTop50) | 21                 |
|                      |                    |
| Lestvica (2017)      | Najvišja uvrstitev |
| Slovenija (SloTop50) | 49                 |